# Ixodes diomedeae
Ixodes diomedeae är en fästingart som beskrevs av Joseph Charles Arthur 1958. Ixodes diomedeae ingår i släktet Ixodes och familjen hårda fästingar. Inga underarter finns listade i Catalogue of Life.